# Sturzbach-Gämswurz
Die Sturzbach-Gämswurz (Doronicum cataractarum) ist eine nur auf der Koralpe vorkommende Pflanzenart aus der Familie der Korbblütler.

## Merkmale
Die Sturzbach-Gämswurz ist ein Hemikryptophyt. Sie wird mindestens 80 cm hoch und kann 130 cm erreichen. Sie bildet keine Ausläufer. Das Rhizom ist verholzt und leicht bis stark behaart. Die Grundblätter sind zur Zeit der Blüte vorhanden. Ihre Spreite ist 10 bis 20 cm breit, dabei meistens etwas länger als breit. Der Spreitengrund ist herzförmig. Die Blattoberseite ist kahl, die Unterseite ist mit sehr kurzen Haaren und mit kurz gestielten Drüsen besetzt. Die Blätter erinnern an die der Sumpfdotterblume (Caltha palustris). Der Blattstiel ist ein- bis zweimal so lang wie die Spreite. Die Stängel sind unten kahl oder spärlich behaart. Sie tragen meist vier bis zehn Blütenkörbe. Diese haben einen Durchmesser von 4 bis 8, selten bis 10 cm. Blütezeit ist Juli bis September. Die Frucht der Zungenblüte trägt keinen Pappus, lediglich die Früchte der Röhrenblüten haben einen Pappus. 
Die Chromosomenzahl ist 2n = 60.

## Verbreitung und Standorte
Die Sturzbach-Gämswurz ist ein Endemit der Koralpe in Österreich und kommt zwischen dem Großen Speikkogel im Süden und dem Weißwasserbach im Norden vor. Sie findet sich dabei in der obermontanen bis unteralpinen Höhenstufe, von 1480 bis 1830 m Seehöhe, nur im Rassinggraben steigt sie bis etwa 1270 m herunter.
Die Hauptvorkommen der Art sind subalpine und alpine Hochstaudenfluren. Nebenvorkommen gibt es in Grünerlen-Gebüschen, in staudenreichen Hochgebirgsrasen, in basenreichen und kalkarmen Quellfluren der Hochlagen. Sie benötigt ständig durch kaltes Wasser überrieselte Standorte. Daher kommt sie vor allem in feuchten bis nassen Hochstaudenfluren vor, bevorzugt über Gneis. Sie wächst auch häufig zwischen Gneisblöcken an Bachufern.

## Gefährdung und Schutz
Die Art gilt in Kärnten und österreichweit als potenziell gefährdet, in der Steiermark als stark gefährdet. Gefährdungsursachen sind neben intensiver Weidewirtschaft das Ausgraben und Abpflücken von Pflanzen.
Die Sturzbach-Gämswurz ist in der Steiermark und in Kärnten vollkommen geschützt. Die Standorte der Sturzbach-Gämswurz liegen zumindest teilweise in den Naturschutzgebieten Seekar-Bärental auf steirischer und Koralmkar auf Kärntner Seite.

## Systematik
Doronicum cataractarum wurde 1925 von Felix Josef Widder erstbeschrieben. Sie ähnelt morphologisch am meisten Doronicum austriacum, innerhalb deren Areal sich ihr Areal auch befindet. In einer molekulargenetisch-morphologischen Studie zur Gattung Doronicum war die Art nicht vertreten.

## Belege
- Manfred A. Fischer, Karl Oswald, Wolfgang Adler: Exkursionsflora für Österreich, Liechtenstein und Südtirol. 3., verbesserte Auflage. Land Oberösterreich, Biologiezentrum der Oberösterreichischen Landesmuseen, Linz 2008, ISBN 978-3-85474-187-9 (Merkmale).